# Mistrzostwa Polski w Łyżwiarstwie Szybkim na Dystansach 2015
29. Mistrzostwa Polski w Łyżwiarstwie Szybkim na Dystansach 2015 odbyły się w dniach 28–30 grudnia 2014 roku na torze Stegny w Warszawie.
Na dystansie 500 metrów rozgrywane były dwa biegi i dopiero suma czasów z obu biegów zadecydowała o kolejności zawodników.
Wyścigi mistrzowskie na dystansach 5000 metrów (kobiety) i 10 000 (mężczyźni) odbyły się 25 stycznia 2015 w Zakopanem

## Obrońcy tytułów
| Konkurencja  | Mężczyźni        | Kobiety                  |
| ------------ | ---------------- | ------------------------ |
| 500 metrów   | Artur Nogal      | Natalia Czerwonka        |
| 1000 metrów  | Piotr Puszkarski | Katarzyna Woźniak        |
| 1500 metrów  | Jan Szymański    | Luiza Złotkowska         |
| 3000 metrów  | —                | Katarzyna Bachleda-Curuś |
| 5000 metrów  | Jan Szymański    | Luiza Złotkowska         |
| 10000 metrów | Jan Szymański    | —                        |

## Kobiety
| Konkurencja:     | 1. miejsce                                                               | Rezultat            | 2. miejsce                                                           | Rezultat            | 3. miejsce                                                                          | Rezultat            |
| 500 m            | Luiza Złotkowska (Sparta Grodzisk Mazowiecki)                            | 82,16 (41,00+41,16) | Katarzyna Woźniak (AZS AWF Katowice)                                 | 84,03 (42,01+42,02) | Aleksandra Kapruziak (Pilica Tomaszów Mazowiecki)                                   | 84,09 (42,06+42,03) |
| 1000 m           | Luiza Złotkowska (Sparta Grodzisk Mazowiecki)                            | 1.21,37             | Katarzyna Woźniak (AZS AWF Katowice)                                 | 1.23,25             | Aleksandra Kapruziak (Pilica Tomaszów Mazowiecki)                                   | 1.25,68             |
| 1500 m           | Luiza Złotkowska (Sparta Grodzisk Mazowiecki)                            | 2.07,89             | Katarzyna Woźniak (AZS AWF Katowice)                                 | 2.08,97             | Angelika Fudalej (AZS AWF Katowice)                                                 | 2.13,56             |
| 3000 m           | Luiza Złotkowska (Sparta Grodzisk Mazowiecki)                            | 4.31,03             | Katarzyna Woźniak (AZS AWF Katowice)                                 | 4.34,52             | Aleksandra Goss (Stegny Warszawa)                                                   | 4.38,45             |
| 5000 m           | Katarzyna Woźniak (AZS AWF Katowice)                                     | 7.46,16             | Aleksandra Goss (WTŁ Stegny Warszawa)                                | 7.51,39             | Angelika Fudalej (AZS AWF Katowice)                                                 | 7.54,23             |
| wyścig drużynowy | AZS AWF Katowice Urszula Włodarczyk Magdalena Czyszczoń Angelika Fudalej | 3.31,42             | 9 Tomaszów Mazowiecki Karolina Gąsecka Karolina Bosiek Iga Kapruziak | 3.40,26             | Pilica Tomaszów Mazowiecki Ewelina Cieślik Aleksandra Kapruziak Aleksandra Dębowska | 3.46,23             |

### Mężczyźni
| Konkurencja:     | 1. miejsce                                                      | Rezultat            | 2. miejsce                                                          | Rezultat            | 3. miejsce                                                          | Rezultat            |
| 500 m            | Artur Waś (LKS Poroniec Poronin)                                | 71,70 (36,01+35,69) | Artur Nogal (Legia Warszawa)                                        | 73,83 (36,95+36,88) | Zbigniew Bródka (UKS Błyskawica Domaniewice)                        | 74,46 (37,37+37,09) |
| 1000 m           | Jan Szymański (AZS AWF Poznań)                                  | 1.12,87             | Zbigniew Bródka (UKS Błyskawica Domaniewice)                        | 1.14,05             | Artur Nogal (Legia Warszawa)                                        | 1.15.12             |
| 1500 m           | Jan Szymański (AZS AWF Poznań)                                  | 1.53,83             | Konrad Niedźwiedzki (AZS AWF Katowice)                              | 1.52,96             | Zbigniew Bródka (UKS Błyskawica Domaniewice)                        | 1.53,89             |
| 3000 m           | Jan Szymański (AZS AWF Poznań)                                  | 3.58,29             | Konrad Niedźwiedzki (AZS AWF Katowice)                              | 4.01,02             | Zbigniew Bródka (UKS Błyskawica Domaniewice)                        | 4.06,58             |
| 5000 m           | Jan Szymański (AZS AWF Poznań)                                  | 6.53,19             | Sebastian Druszkiewicz (AZS Zakopane)                               | 6.55,42             | Konrad Niedźwiedzki (AZS AWF Katowice)                              | 6.59,89             |
| 10 000 m         | Roland Cieślak (Pilica Tomaszów Mazowiecki)                     | 14.30,47            | Adrian Wielgat (Orzeł Elbląg)                                       | 14.54,30            | Michał Ostaszewski (Stegny Warszawa)                                | 15.04,91            |
| wyścig drużynowy | Orzeł Elblag Adrian Wielgat Sebastian Kłosiński Michał Domański | 4.17,70             | AZS Zakopane Dariusz Stanuch Andrzej Gąsienica-Laskowy Daniel Tylka | 4.20,97             | Błyskawica Domaniewice Wojciech Sut Artur Janicki Sebastian Janicki | 4.24,20             |